# Bulbophyllum kontumense
Bulbophyllum kontumense là một loài phong lan thuộc chi Bulbophyllum.